# A.F.C. Bournemouth
Athletic Football Club Bournemouth ali na kratko Bournemouth je angleški nogometni klub iz mesta Bournemouth. Ustanovljen je bil leta 1899 kot Boscombe Football Club (v sedanje ime se preimenuje leta 1972) in trenutno igra v Premier League, 1. angleški nogometni ligi.
Z domačih tekmovanj ima Bournemouth 1 naslov prvaka 2. angleške lige (2014/15), 1 naslov prvaka (1985/86) in 2 naslova podprvaka (1947/48, 2012/13) 3. angleške lige, 2 naslova prvaka (1970/71, 2009/10) 3. angleške lige, 1 naslov podprvaka južne lige (1922/23), 1 naslov prvaka (1983/84) in 1 naslov podprvaka (1997/98) angleške nogometne lige in naslov prvaka južnega pokala nogometne lige tretje divizije (1945/46). Z evropskih tekmovanj rezultatov še nima.
Domači stadion Bournemoutha je Dean Court, ki sprejme 11.360 gledalcev. Barvi dresov sta rdeča in črna. Nadimek nogometašev je The Cherries ("Češnje").